# Mokobody (gromada)
Mokobody – dawna gromada, czyli najmniejsza jednostka podziału terytorialnego Polskiej Rzeczypospolitej Ludowej w latach 1954–1972.
Gromady, z gromadzkimi radami narodowymi (GRN) jako organami władzy najniższego stopnia na wsi, funkcjonowały od reformy reorganizującej administrację wiejską przeprowadzonej jesienią 1954 do momentu ich zniesienia z dniem 1 stycznia 1973, tym samym wypierając organizację gminną w latach 1954–1972.
Gromadę Mokobody z siedzibą GRN w Mokobodach utworzono – jako jedną z 8759 gromad – w powiecie siedleckim w woj. warszawskim, na mocy uchwały nr VI/10/18/54 WRN w Warszawie z dnia 5 października 1954. W skład jednostki weszły obszary dotychczasowych gromad Bale, Kapuściaki, Mokobody, Męczyn i Osiny Górne ze zniesionej gminy Skupie i obszary dotychczasowych gromad Zaliwie-Brzozówka, Zaliwie-Piegawki i Zaliwie-Szpinki ze zniesionej gminy Skupie w powiecie siedleckim oraz obszar dotychczasowej gromady Wólka Proszewska ze zniesionej gminy Wyszków w powiecie węgrowskim (woj. warszawskie). Dla gromady ustalono 26 członków gromadzkiej rady narodowej.
31 grudnia 1959 do gromady Mokobody przyłączono obszar zniesionej gromady Skupie oraz wsie Dmochy, Jeruzale i Osiny Dolne ze znoszonej gromady Podnieśno w tymże powiecie.
Gromada przetrwała do końca 1972 roku, czyli do kolejnej reformy gminnej. 1 stycznia 1973 w powiecie siedleckim utworzono gminę Mokobody.